# San Angelo

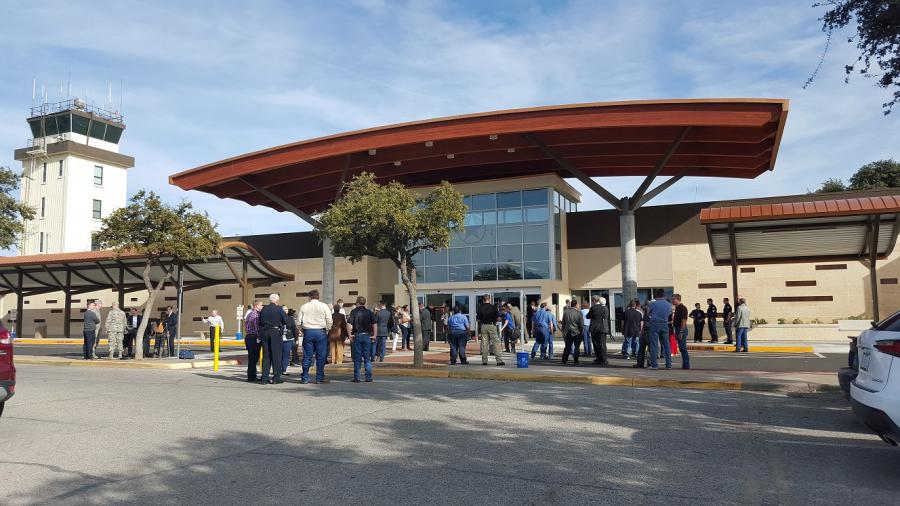
Regionalny port lotniczy San Angelo

San Angelo – miasto w Stanach Zjednoczonych, w stanie Teksas, siedziba hrabstwa Tom Green. Według spisu w 2020 roku liczy 99,9 tys. mieszkańców, w tym 42,6% to Latynosi.
W mieście rozwinął się przemysł spożywczy, skórzany, materiałów budowlanych oraz rafineryjny.